# Zhinui
Zhinui fue un cohete sonda chino de una sola etapa y propulsado por combustible sólido desarrollado a finales de los años 1980 y retirado en 1991.
Tan solo se lanzaron 5 cohetes Zhinui en misiones de prueba, desde la isla de Hainan, siendo todos los lanzamientos exitosos. El primer lanzamiento de un Zhinui tuvo lugar el 19 de diciembre de 1988 y el último el 22 de enero de 1991.

## Especificaciones
- Apogeo: 120 km
- Empuje en despegue: 10 kN
- Masa total: 100 kg
- Diámetro: 0,15 m
- Longitud total: 4,8 m